# Estación de Ontígola
Ontígola es un apeadero ferroviario situado en el municipio español homónimo en la provincia de Toledo, comunidad autónoma de Castilla-La Mancha. En la actualidad carece de servicio de viajeros.

## Situación ferroviaria
Las instalaciones se encuentran en el punto kilométrico 6,2 de la línea férrea de ancho ibérico que une Aranjuez con Valencia, entre las estaciones de Aranjuez y Ocaña. El tramo es de vía única y está sin electrificar. Se halla a 586 metros de altitud sobre el nivel del mar.

## Historia
Aunque ya existió un servicio regular de viajeros desde el 6 de agosto de 1883, no fue la estación inaugurada oficialmente hasta el 5 de septiembre de 1885 cuando MZA se hizo con la concesión de la línea entre Aranjuez y Cuenca comprando los derechos de la misma a la compañía del ferrocarril de Aranjuez a Cuenca constructora de la misma. En 1941, con la nacionalización de la totalidad de la red ferroviaria española la estación pasó a ser gestionada por RENFE. Desde el 31 de diciembre de 2004 Renfe Operadora explota la línea mientras que Adif es la titular de las instalaciones ferroviarias.
Desde el 20 de julio de 2022, la estación no cuenta con servicio de viajeros tras la supresión del servicio que conectaba Aranjuez con Utiel.

## La estación

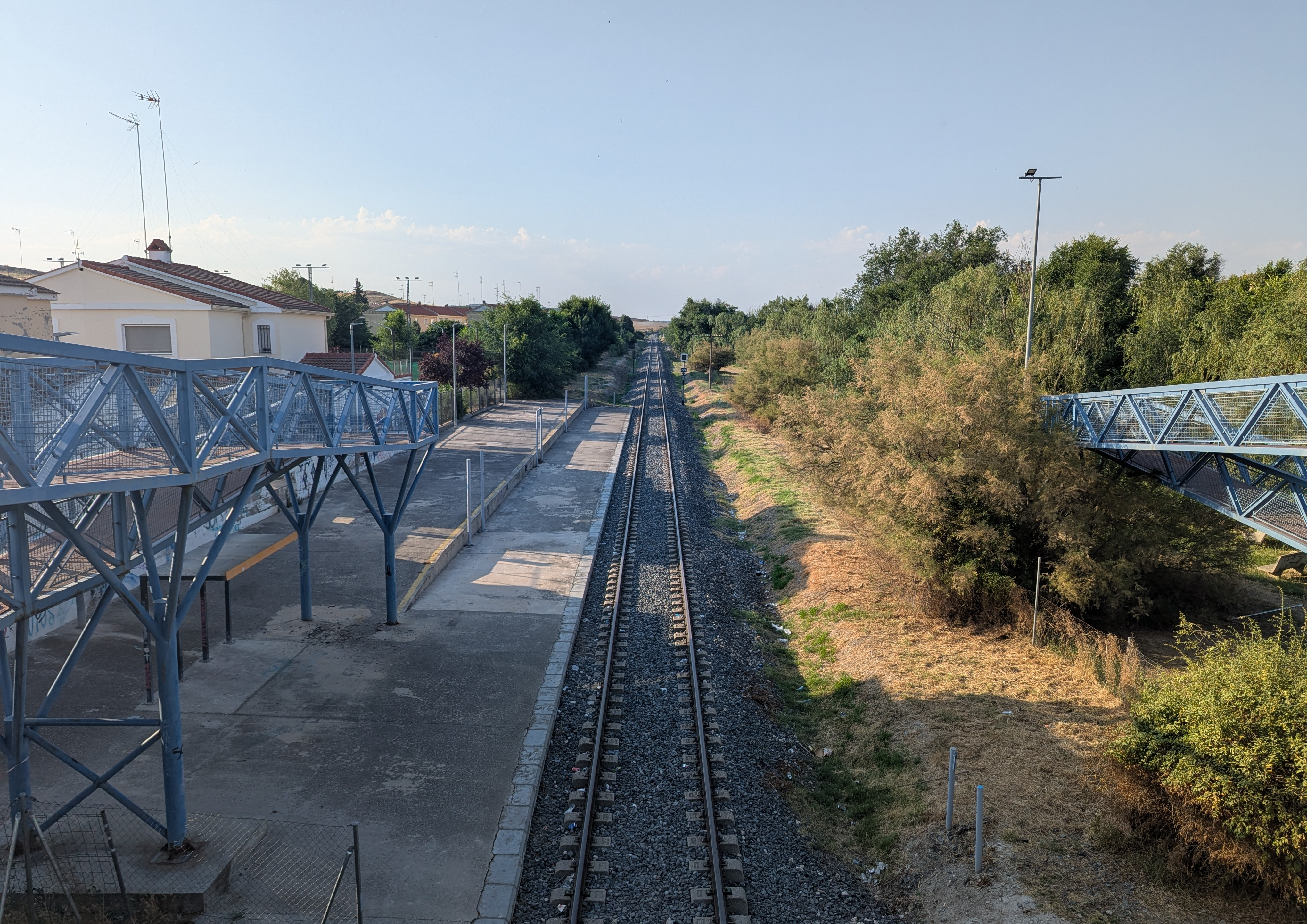
Vista en 2025

Como consecuencia del ligero cambio de trazado en 1973, se construyó un nuevo apeadero, que vino a sustituir a la primitiva estación. Éste consta de dos niveles unidos por una rampa para salvar el desnivel de la calle. Existe también un pequeño banco y una marquesina para aguardar la llegada del tren.